# Operatie Taifun

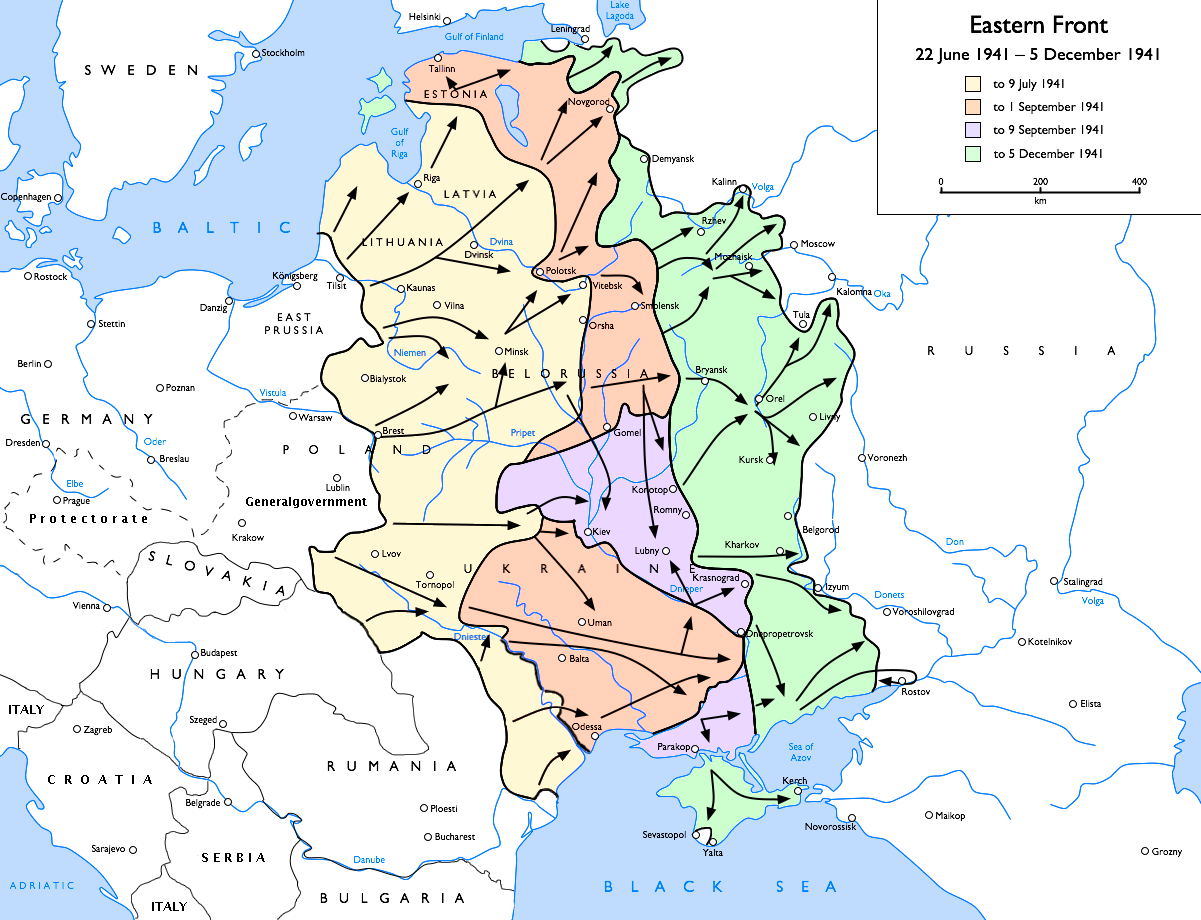
Duitse vorderingen tot en met de Operatie Taifun, in groen

Operatie Taifun (Duits: Unternehmen Taifun) was het plan van de Duitse legerleiding voor de bezetting van Moskou, de hoofdstad van de Sovjet-Unie. Het uiteindelijke plan dateert van eind augustus 1941. De operatie was een onderdeel van Operatie Barbarossa en werd net als die laatste reeds lang voor de uitvoering gepland. Het plan omvatte tot in detail de bewegingen van de troepen en de data waarop manoeuvres moesten zijn uitgevoerd. In dit originele plan van Operatie Barbarossa zou Moskou exact vijf weken na de invasie van de Sovjet-Unie, die op 22 juni 1941 begon, in Duitse handen vallen. Daarvoor moesten de troepen de stad begin augustus bereiken. Men verwachtte dat door de val van Moskou, en de daarmee samenhangende ineenstorting van de Sovjet bevelsstructuur en bevoorrading (Moskou was het centrale spoorwegknooppunt van het land) de Duitse troepen binnen een week de strategische vrijheid zouden winnen om het volledige Europese deel van Rusland in korte tijd te bezetten.
Het falen van Operatie Taifun was bijna volledig te wijten aan de te trage uitvoering. Volgens de planning moest Moskou begin augustus ingenomen zijn. Dat is lang voor de strenge Russische winter begint. In werkelijkheid werd het leger opgehouden door factoren die Hitler en de Duitse legerleiding niet hadden (willen) voorzien. Daarbij waren onder andere logistieke problemen en verzet van de lokale bevolking. Verder was de Blitzkrieg-tactiek weinig effectief tegen een land dat 40 keer groter was dan het Verenigd Koninkrijk en Frankrijk. De troepen moesten 960 km afleggen van de grens tot aan Moskou en het front was soms meer dan 1600 km lang. Men had de omvang van het Rode Leger na primaire mobilisatie voor de helft te klein ingeschat. Daardoor kwam het als een verrassing dat nieuwe legers de plaats innamen van de vernietigde grenslegers. Het Duitse offensief moest tot begin september worden uitgesteld om nieuwe voorraden naar het front te brengen.
Toen nam Hitler echter het besluit dat Heeresgruppe Mitte eerst Heeresgruppe Süd moest helpen Kiev te veroveren in plaats van Moskou meteen aan te vallen. Hij vond het economisch-strategische belang van Oekraïne groter dan het politieke en operationele belang van Moskou. Dit kostte weer een maand.
Begin oktober werd de aanval op Moskou dan eindelijk ingezet. Het lukte een concentratie van de meeste pantserdivisies om het front open te scheuren en de hoofdmassa van het Russische leger te omsingelen. Terwijl de Duitse infanteriedivisies die eenheden langzaam vernietigden, probeerden de pantserdivisies uit te breken naar Moskou. Even leek het erop dat de stad snel zou vallen. De Sovjetregering begon al aan een gedeeltelijke evacuatie, hoewel Stalin in de stad bleef. Burgers die probeerden de stad te ontvluchten werden gearresteerd of neergeschoten. Maar het was al te laat voor een Duitse overwinning. Zoals altijd daalden midden oktober de temperaturen. De gebruikelijke hevige regenval, waarvan het water niet meer zou verdampen, zorgde ervoor dat het grotendeels onverharde wegennet in één grote modderbaan veranderde. De bevoorrading viel vrijwel stil en het Duitse offensief stokte een honderd kilometer voor Moskou.
Eind november kwam de eerste vorst. Het wegennet werd hierdoor weer begaanbaar en Hitler beval het offensief weer te hervatten, hoewel generaals ter plaatse aandrongen op een terugval op veilige en bevoorraadbare posities. Ondertussen was de situatie van het Rode Leger echter sterk verbeterd. Grote nieuwe legers, redelijk bewapend en uitstekend bevoorraad, hadden zich rond Moskou geconcentreerd. De brandstof-, munitie- en voedselvoorziening van het Duitse leger was daarentegen kritiek. De Duitse opmars was daardoor erg traag. Het lukte niet om een omsingelende beweging uit te voeren en men beperkte zich maar tot een frontale aanval richting hoofdstad die langzaam voortkroop. De eerste dagen van december bereikte men de buitenwijken.

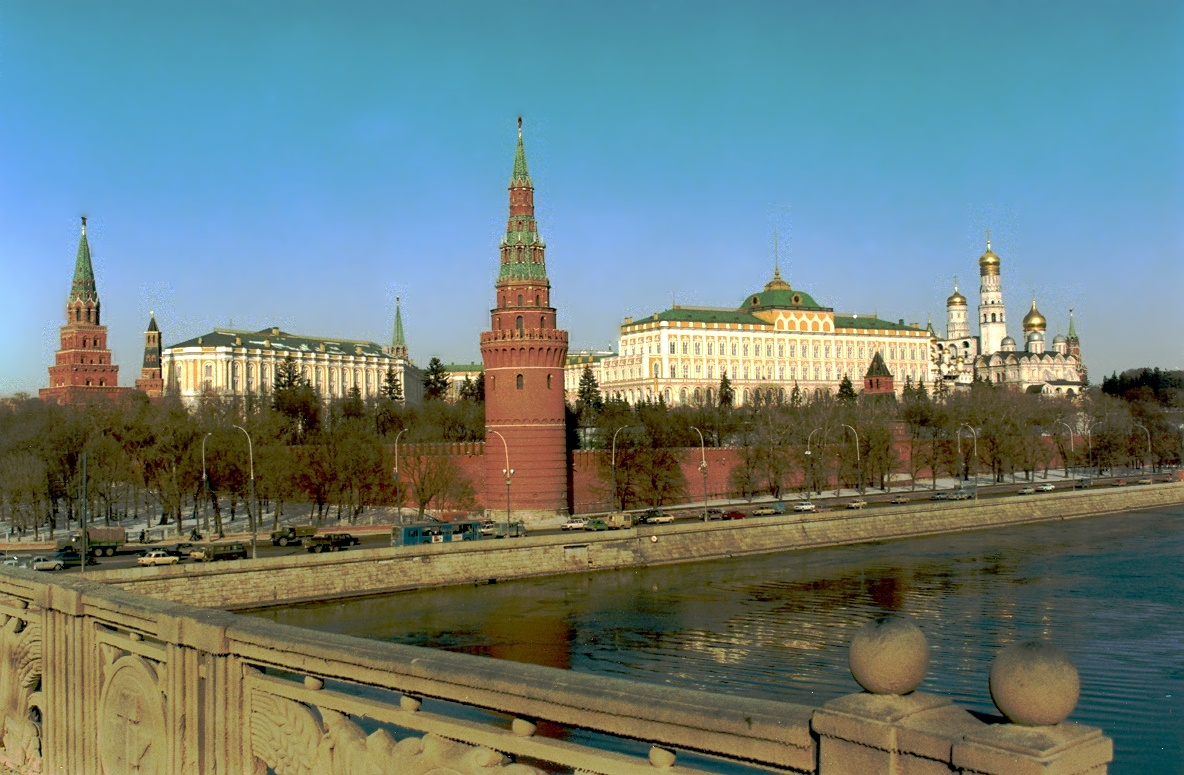
Het Kremlin aan het Rode Plein (aan de andere kant)

Toen kwam er een hevige koude-inval. Doordat de Duitse smeerolie niet vloeibaar bleef bij strenge vorst vielen alle kanonnen en voertuigen uit. De soldaten groeven greppels in de grond om zich warm te houden. Het leger was niet voorzien van speciale uitrusting voor zo'n koude winter en de soldaten hadden dan ook geen warme kledij. Hierop ging het Rode Leger over tot het offensief. Generaal Georgi Zjoekov stuurde op 5 december honderdduizenden soldaten op de nauwelijks ingegraven Duitse linies af. In plaats van terug te trekken beval Hitler zijn troepen om stand te houden. Het Duitse leger werd echter al snel versnipperd en moest zich terugtrekken zonder dat ze één voet in de stad hadden gezet. De operatie kwam ten einde. In plaats van een eclatante overwinning, werd Operatie Taifun de beslissende Duitse nederlaag in de oorlog: men zou zich nooit meer van de geleden verliezen herstellen, de wapenindustrie was niet ingericht op een langdurige oorlog en toen die maand ook aan de Verenigde Staten de oorlog verklaard werd, was de strategische situatie van Duitsland hopeloos geworden.
De volgende zomer werd het plan voor Operatie Taifun opgegeven; men zou in 1942 alleen nog in het zuiden oprukken, geholpen door het feit dat de Russische legerleiding wel de meeste troepen bij de hoofdstad had samengetrokken tegen een verwacht Duits offensief aldaar. Tegen 1943 was, na het Duitse verlies in de Slag om Stalingrad, het tij van de oorlog gekeerd. Alle hoop om Moskou ooit nog te bezetten werd in feite opgegeven.

## Moskouoffensief
Het Moskouoffensief bestond uit verschillende delen. In een eerste fase werden de Duitse pantserspitsen ten noorden en ten zuiden van de hoofdstad aangevallen en teruggedreven.
- Klin-Solnetsjnogorskoffensief (6 december tot 25 december 1941). Drie legers van het Westelijk Front proberen het Duitse Panzergruppe 3 bij Klin te omsingelen. Klin wordt door de Sovjets heroverd op 15 december. De Duitsers trekken zich terug achter de Ruza en Lama.
- Kalininoffensief (6 december 1941 tot 7 januari 1942). Het Kalininfront valt het Duitse 9e Leger aan en verovert Kalinin op 16 december. De Duitsers trekken zich terug. Op 7 januari 1942 steken de Sovjets nabij Rzjev de Wolga over.
- Toelaoffensief (6 december tot 16 december 1941). De linkervleugel van het Westelijk Front, bestaande uit drie legers, valt het Duitse 2e Pantserleger aan ten oosten van Toela. De Duitse divisies worden teruggedreven tot voorbij hun startpositie van operatie Taifun.
- Jeletsoffensief (6 december tot 16 december 1941). Het Zuidwestelijk Front verrast het Duitse 2e Leger ten zuiden van Toela. Twee divisies worden vernietigd en de rest wordt meer dan 80 kilometers naar het westen gedreven. De Sovjet-opmars bedreigt de achterhoede van het 2e Pantserleger.
- Kalugaoffensief (17 december 1941 tot 5 januari 1942). Na het succesvolle Toelaoffensief zwenken de legers van het Westelijke Front en het Zuidwestelijk Front naar het noordwesten. Ze vallen het Duitse 4e Leger aan en veroveren Kaluga op 30 december.

Tijdens de tweede fase van het offensief probeerden de Sovjets Heeresgruppe Mitte te omsingelen. Op hetzelfde moment breidde Stavka het offensief uit naar de flanken. 
- Eerste Rzjev-Vjazmaoffensief (8 januari tot 20 april 1942). Het Westelijk Front en het Kalininfront slaagden er niet in om de Duitsers te omsingelen, maar er ontstond een saillant in de frontlijn. Rond deze Rzjev-saillant werd zwaar gevochten.
- Toropets-Cholmoffensief (8 januari tot 6 februari 1942). Drie legers van het Noordwestelijke Front creëerden een diepe uitstulping tussen Heeresgruppe Nord en Heeresgruppe Mitte. In Cholm hielden omsingelden Duitsers tot in mei 1942 stand.
- Demjanskoffensief (8 januari tot 20 mei 1942).

## Verwante onderwerpen
- Tweede Wereldoorlog
- Operatie Barbarossa
- Nazi-Duitsland